# Commissie-Davids
De Commissie-Davids was een commissie die in januari 2009 werd ingesteld om een onderzoek te doen naar de besluitvorming in maart 2003 die leidde tot de Nederlandse politieke steun aan de Irakoorlog. De bedoeling was daarmee "klaarheid" te scheppen in de toen al zes jaar slepende kwestie-Irak.
Bij de kabinetsformatie in 2006/2007 waren de regeringspartijen CDA, PvdA en ChristenUnie overeengekomen dat er geen parlementair onderzoek zou komen naar de politieke steun aan de inval in Irak. De PvdA had een dergelijk onderzoek wel in haar verkiezingsprogramma staan, maar slaagde er bij de onderhandelingen niet in dit aangenomen te krijgen. Op 3 maart 2009 is de commissie aan haar werkzaamheden begonnen. Deze onafhankelijke commissie heeft onderzoek gedaan naar de voorbereiding en besluitvorming over de politieke steun van Nederland aan de inval in Irak in de periode zomer 2002 tot zomer 2003. Het onderzoek is verricht op verzoek van de minister-president, minister van Algemene Zaken en de ministers van Buitenlandse Zaken, Defensie, Binnenlandse Zaken en Koninkrijksrelaties

## Achtergrond
Het uitgangspunt van het kabinet, dat er geen onderzoek zou komen naar de besluitvorming rond de Nederlandse politieke steun aan de Irakoorlog, kwam begin 2007 onder druk te staan. In een publicatie in NRC Handelsblad op zaterdag 17 januari 2009 werd gesteld dat een kritische ambtelijke notitie van juristen van het ministerie van Buitenlandse Zaken zou zijn genegeerd. Het betrof een intern memorandum met het kenmerk DJZ/IR/2003/158 (DJZ staat voor de "Directie Juridische Zaken"; IR staat voor "Internationaal Recht").
De krant meldde dat de ambtelijke top van Buitenlandse Zaken in april 2003 dit kritisch juridisch advies over de Nederlandse politieke steun aan de inval in Irak zou hebben achtergehouden voor de toenmalige minister Jaap de Hoop Scheffer. In het betreffende geheime memorandum van 29 april 2003 stelde de Directie Juridische Zaken (DJZ) van het ministerie dat de juridische onderbouwing van het standpunt van het toenmalige kabinet-Balkenende "zowel materieel als procedureel tekort" zou schieten. Volgens de inschatting van de juristen zou Nederland zelfs een eventuele procedure voor het Internationaal Gerechtshof erover verliezen.
Een expliciet VN-mandaat voor de oorlog, die de Verenigde Staten en Groot-Brittannië begonnen, ontbrak immers. De gedachtegang van het toenmalige Kabinet-Balkenende I, dat uit eerdere resoluties van de Veiligheidsraad deze toestemming viel af te leiden, werd in het memorandum gekwalificeerd als "juridische gymnastiek": het aan elkaar knopen van resoluties met betrekking tot de Golfoorlog van 1990-1991 (na de bezetting door Irak van Koeweit in 1990) met als doel een volgende oorlog te kunnen beginnen. Wanneer landen dat zouden gaan doen, zouden dergelijke resoluties nooit meer tot stand komen. Uitzonderingen dienen procedureel en materieel volkomen duidelijk te zijn. Het was dus uitsluitend aan de Veiligheidsraad ter beoordeling of Irak zich aan zijn plichten hield en of er na vastgesteld verzuim met geweld mocht worden gereageerd. Politieke redeneringen die uitgaan van een impliciete toestemming zouden rampzalige gevolgen hebben. Indien lidstaten gaan "shoppen" in resoluties van de Veiligheidsraad is het einde zoek, aldus het memorandum, en zou Nederland een essentieel ijkpunt voor zijn buitenlands beleid kwijt zijn.
Frank Majoor, de toenmalige secretaris-generaal van het departement, besloot de notitie niet door te sturen aan minister De Hoop Scheffer, aan wie deze gericht was. "Goed opbergen in de archieven voor het nageslacht, de discussie is hiermee voor dit moment gesloten!", werd op het memo geschreven.
In de politiek werd ontstemd gereageerd op de onthulling. De oppositie en ook de regeringspartij PvdA opperde dat er alsnog een onderzoek moest worden ingesteld naar de besluitvorming destijds, eventueel een parlementaire enquête. Premier Balkenende zei "zich te zullen informeren" over het voor hem onbekende memorandum. Tweede Kamerlid Martijn van Dam (PvdA) noemde het "onbegrijpelijk" en "schokkend" dat het "voortreffelijke memo" destijds niet naar de minister was gestuurd.
Kamerlid Joël Voordewind (ChristenUnie) wilde met de coalitiepartners overleggen over "vervolgstappen" als de antwoorden van het kabinet onvoldoende zouden blijken. Het CDA wilde de antwoorden afwachten. VVD, SP en D66 stelden schriftelijke vragen aan het kabinet. De partijen stelden dat het memorandum bekend had moeten zijn bij De Hoop Scheffer.
Minister Donner zei in het tv-programma Buitenhof dat de volkenrechtelijke aspecten zouden zijn meegewogen: er waren destijds "geen doorslaggevende argumenten tegen de politieke steun". D66-fractievoorzitter Alexander Pechtold pleitte opnieuw voor een parlementaire enquête. Hij concludeerde dat "blijkbaar iedereen nu zijn eigen geschiedenis aan het schrijven is, want Donners opmerking dat deze juridische bezwaren zijn meegewogen, wijken essentieel af van de officiële lijn tot nu toe. Daar had Balkenende het steeds over sluitend juridisch bewijs."
Vanuit de Eerste Kamer werd eveneens verbaasd gereageerd op Donners uitspraken. GroenLinks-senator Britta Böhler noemde het "heel vreemd" dat het kabinet altijd had gesproken over een goede rechtsbasis: "Waar kwam die dan vandaan? In ieder geval niet van de ambtenaren die er binnen het overheidsapparaat verstand van hebben, de volkenrechtjuristen op BZ."
PvdA-senator Klaas de Vries noemde het memo "schokkend, vooral omdat er enorme strijdigheden zitten tussen de opmerkingen van de premier over de juridische degelijkheid van het Nederlandse standpunt en wat de BZ-juristen daar van vonden".
Omdat de Irakoorlog in 2003 gericht was op het ten val brengen van de Iraakse dictator Saddam Hoessein en het opsporen en uitschakelen van vermoede massavernietigingswapens werd de legitimiteit ervan betwist: deze had een ánder volkenrechtelijk karakter dan de Golfoorlog (1990-1991), die namelijk een reactie was op de invasie van Koeweit: volgens het volkenrecht is het voeren van een aanvalsoorlog niet geoorloofd, het voeren van een oorlog ter verdediging daartegen of in reactie daarop wel. Dit is het VN-verbod op het gebruik van of de dreiging met geweld door en tegen soevereine staten: een fundamenteel verbod dat alle lidstaten bindt. Daarvan zou nooit afgeweken mogen worden, tenzij er sprake zou zijn van zelfverdediging of van een uitdrukkelijke toestemming van de Veiligheidsraad.
Onder grote politieke druk werd in februari 2009 door het kabinet een onafhankelijke commissie ingesteld, de zogenaamde Commissie-Davids, die de gang van zaken bij de besluitvorming rondom de Irak-oorlog grondig zou analyseren. Op 12 januari 2010 werd het rapport van deze commissie gepresenteerd.

## Instelling
Premier Balkenende maakte het besluit op 2 februari 2009 bekend. Een onafhankelijke commissie onder leiding van jurist Willibrord Davids zou de besluitvorming gaan onderzoeken. Volgens Balkenende zou Davids nog enkele ministers van Staat in deze commissie benoemen. Hij repte over "een onafhankelijke en zware commissie". Die zou in november 2009 een rapport van bevindingen moeten presenteren, echter werd dit uitgesteld tot 12 januari 2010. De als "topjurist" aangeprezen Willibrord Davids was 22 jaar lid van de Hoge Raad, waarvan de laatste vierenhalf jaar (tot 1 november 2008) als president.
De wens tot het instellen van een dergelijk onderzoek was daarvoor reeds 16 maal onderwerp geweest van een debat in de Tweede Kamer. Al in 2003, het jaar van de Amerikaans-Britse invasie, werd er over gedebatteerd. Volgens Balkenende begon na verloop van de tijd "de dynamiek rond dit onderwerp een eigen leven te leiden". De verdere vragen die begin 2009 over de besluitvorming over Irak rezen, begonnen volgens hem "de aandacht voor de economische crisis te overschaduwen". Het instellen van de Commissie-Davids betekende dat er voorlopig géén parlementaire enquête zou komen, hoewel die mogelijkheid ook reeds aan de orde was gesteld, met name toen in januari 2009 was gebleken dat destijds een advies van juristen die de volkenrechtelijke legitimiteit van de inval betwijfelden leek te zijn genegeerd. Ook was wel gesteld dat de benoeming van Jaap de Hoop Scheffer tot secretaris-generaal van de NAVO verband zou hebben gehouden met de Nederlandse steun.

### Ommekeer
Het besluit tot het instellen van de Commissie-Davids hield een belangrijke ommekeer in in de houding van de Nederlandse regering ten aanzien van de sinds 2003 voortsudderende kwestie. Premier Balkenende en zijn partij CDA waren lange tijd tegenstanders geweest van een dergelijk onderzoek. Bij de formatie van het kabinet-Balkenende IV in 2006 was overeengekomen dat er tijdens dat kabinet geen nader onderzoek zou komen. Dit was voor de PvdA een van de grootste concessies in de formatiebesprekingen geweest.
Volgens Balkenende zou een onderzoek lange tijd "onnodig" zijn geweest, omdat de Tweede Kamer reeds vele malen over het onderwerp had gedebatteerd en er nooit een meerderheid voor was gebleken. Bovendien waren volgens hem "alle vragen reeds beantwoord" en was de Nederlandse positie duidelijk: Nederland verschafte de Amerikaans-Britse inval politieke steun omdat Irak zich niet hield aan VN-resoluties.

### Kritiek
Premier Balkenende zou na het instellen van deze commissie alle vragen van de Eerste en Tweede Kamer over de Irakoorlog regelrecht doorzenden naar deze "commissie van wijzen". Dit was een staatsrechtelijk novum. De oppositie reageerde sceptisch: "de premier laat nu zichzelf onderzoeken". Tot aan de rapportering zouden daarmee de Eerste en Tweede Kamer feitelijk buitenspel staan. Niet het parlement, maar de commissie zou de betrokkenen van toen gaan horen, onder wie ook de ex-minister en inmiddels NAVO-secretaris-generaal Jaap de Hoop Scheffer.
Weliswaar mocht de commissie geheime stukken opvragen van de ministerraad en veiligheidsdiensten, maar anders dan bij een parlementaire enquête kon ze niemand verplichten tot medewerking en onder ede horen.

### Leden
De commissie werd gevormd door de volgende leden:
- Willibrord Davids (voorzitter)
- Monica den Boer
- Cees Fasseur
- Tim Koopmans
- Nico Schrijver
- Marjan Schwegman
- Peter van Walsum

## Rapport
Op 12 januari 2010 presenteerde de Commissie-Davids haar bevindingen in een rapport. 
De belangrijkste conclusies waren:
- Er was geen adequaat volkenrechtelijk mandaat voor de inval in Irak
- Er is geen bewijs voor actieve Nederlandse militaire bijdrage aan de inval
- Premier Balkenende gaf geen of weinig leiding aan de debatten over Irak
- De AIVD en de MIVD waren voor zover de commissie kon beoordelen genuanceerder dan buitenlandse inlichtingendiensten over Irak
- Die nuanceringen zijn niet door de Nederlandse ministers overgenomen
- Er is geen volledige openheid van zaken gegeven tegenover het parlement over het Amerikaanse steunverzoek voor militaire opbouw[13]
- De informatieverstrekking aan de Tweede Kamer was op sommige momenten onvoldoende

## Nasleep
In de eerste reactie van Balkenende op het rapport plaatste hij verschillende kanttekeningen. Zo wees hij er op dat de conclusies van het rapport niet door alle commissie-leden volledig werden onderschreven. PvdA-fractievoorzitter Mariëtte Hamer reageerde daarop met het stellen dat de premier hierin niet namens de PvdA-bewindslieden sprak. Balkenende liet in een reactie daarop weten dat zijn reactie wel degelijk met hen was afgestemd. Een dag later, na crisisberaad, kwam de regering met een verklaring dat de conclusies van de Commissie-Davids "leidend" zouden zijn. Over een tweede, uitgebreide reactie van het kabinet werd lang onderhandeld. De regering verklaarde uiteindelijk dat zij de conclusies van het rapport onderschreef.
Op 17 februari 2010 hield de Tweede Kamer een debat over de kabinetsreactie op het rapport-Davids. Door vijf oppositiepartijen, GroenLinks, SP, D66, Partij voor de Dieren en de PVV werd een motie van wantrouwen tegen premier Balkenende ingediend; de motie werd verworpen.